# Statskuppen i Argentina 1976
Statskuppen i Argentina 1976 genomfördes den 24 mars 1976. Då avsattes president Isabel Perón. I stället tillträdde en  militärjunta, som leddes av general Jorge Rafael Videla, amiral Emilio Eduardo Massera och brigadör Orlando Ramón Agosti. Juntan antog namnet "Proceso de Reorganización Nacional", och satt vid makten fram till 1983.
Fastän det politiska förtrycket (det så kallade "Smutsiga kriget") började före kuppen, liksom Operativo Independencia, förvärrades läget efter kuppen, och ledde till försvinnandet av mellan 7 000 och 30 000 människor, siffrorna varierar mellan olika källor.
Två dagar efter kuppen, skrev amerikanske William D. Rogers från USA:s utrikesdepartement:
"This junta is testing the basic proposition that Argentina is not governable...I think that's a distinctly odds-on choice.[...]I think also we've got to expect a fair amount of repression, probably a good deal of blood, in Argentina before too long. I think they're going to have to come down very hard not only on the terrorists but on the dissidents of trade unions and their parties."
USA:s utrikesminister Henry Kissinger sade att "Whatever chance they have, they will need a little encouragement" och "because I do want to encourage them. I don't want to give the sense that they're harassed by the United States."
I juni 1976 kritiserades juntans kränkning av mänskliga rättigheter i USA, Kissinger uttalade dock sitt fortsatta stöd för juntregimen, och talade direkt till Argentinas utrikesminister, amiral César Augusto Guzzetti på ett möte i Santiago de Chile.
24 mars blev sedan Hågkomstdagen för sanning och rättvisa.